# Roger Etchegaray
Roger Marie Élie Etchegaray (Espelette, 25 settembre 1922 – Cambo-les-Bains, 4 settembre 2019) è stato un cardinale e arcivescovo cattolico francese di origini basche.
Diplomatico della Santa Sede, è stato presidente del Pontificio consiglio della giustizia e della pace e cardinale protovescovo.

## Biografia
Era il primo dei tre figli di Jean-Baptiste e Aurélie Etchegaray.
Iniziò gli studi presso il Seminario Minore di Ustaritz, proseguì gli studi teologici e filosofici nel Seminario Maggiore di Bayonne e, conseguita la laurea in Diritto Canonico a Roma (Pontificia Università Gregoriana) venne ordinato sacerdote il 13 luglio 1946.
Rimase fino al 1961 al servizio della Curia diocesana di Bayonne, dove ricoprì gli incarichi di segretario personale del vescovo, di responsabile della locale Azione Cattolica e poi di vicario generale; venne poi nominato segretario aggiunto della Conferenza Episcopale Francese e poi Segretario, tra il 1966 e il 1970.
Il 29 marzo 1969, papa Paolo VI lo nominò vescovo ausiliare di Parigi e lo elesse alla sede titolare di Gemelle di Numidia: fu consacrato nella cattedrale di Notre-Dame dal cardinale François Marty, arcivescovo della capitale francese, il 27 maggio successivo. 
Dopo l'incontro tenutosi l'11 aprile 1969 nel convento del Divino Maestro ad Ariccia, fu protagonista di una serie di strette di mano pubbliche fra alti prelati e capi della Massoneria.
Il 22 dicembre 1970 fu promosso arcivescovo di Marsiglia e l'anno successivo fu eletto presidente del neo-costituito Consiglio delle conferenze episcopali europee, incarico che ricoprì fino al 1979: dal 1975 ricoprì anche l'incarico di presidente della Conferenza Episcopale Francese.
Scelse di non acquisire alcuna insegna araldica né di adottare un motto episcopale. A tal proposito dichiarò: "Spesso mi hanno chiesto quali erano il mio stemma episcopale e il mio motto di Vescovo: a costo di stupire, non ho mai voluto insegne, non certo per distinguermi o per dare qualche lezione agli altri Vescovi, ma per la semplice preoccupazione di non portare nessuna traccia gentilizia in una Chiesa che deve essere "serva e povera".

### Il cardinalato
Fu creato da papa Giovanni Paolo II cardinale presbitero del titolo di San Leone I nel concistoro del 30 giugno 1979: il 13 aprile 1985 si dimise da arcivescovo ed entrò al servizio della Curia Romana dove, l'8 aprile 1984, era stato nominato presidente del Pontificio consiglio "Cor Unum" e della Pontificia commissione "Justitia et Pax" (dal 28 giugno 1988 Pontificio consiglio della giustizia e della pace). Il 2 dicembre 1995 abbandonò la presidenza del Pontificio consiglio "Cor Unum" e il 24 giugno 1998 lasciò anche l'altro incarico: lo stesso giorno venne nominato cardinale vescovo di Porto-Santa Rufina.
Fu incaricato di importanti missioni diplomatiche per la Santa Sede: il 1º maggio 2002 fu a Gerusalemme, per chiedere la pace in medio-oriente; il 10 febbraio 2003 fu invece inviato speciale a Baghdad, per esprimere la sollecitudine del papa a favore della pace e per invitare le autorità irachene a cooperare con le autorità internazionali.
Nello stesso anno vinse il premio Colombe d'Oro per la Pace, premio assegnato annualmente dall'Archivio disarmo ad una personalità distintasi in campo internazionale.
Per il suo impegno a favore della pace, il 24 marzo 2004 l'UNESCO gli conferì il premio Félix Houphouët-Boigny. Nell'aprile 2005 fu eletto vice-decano del Sacro Collegio.

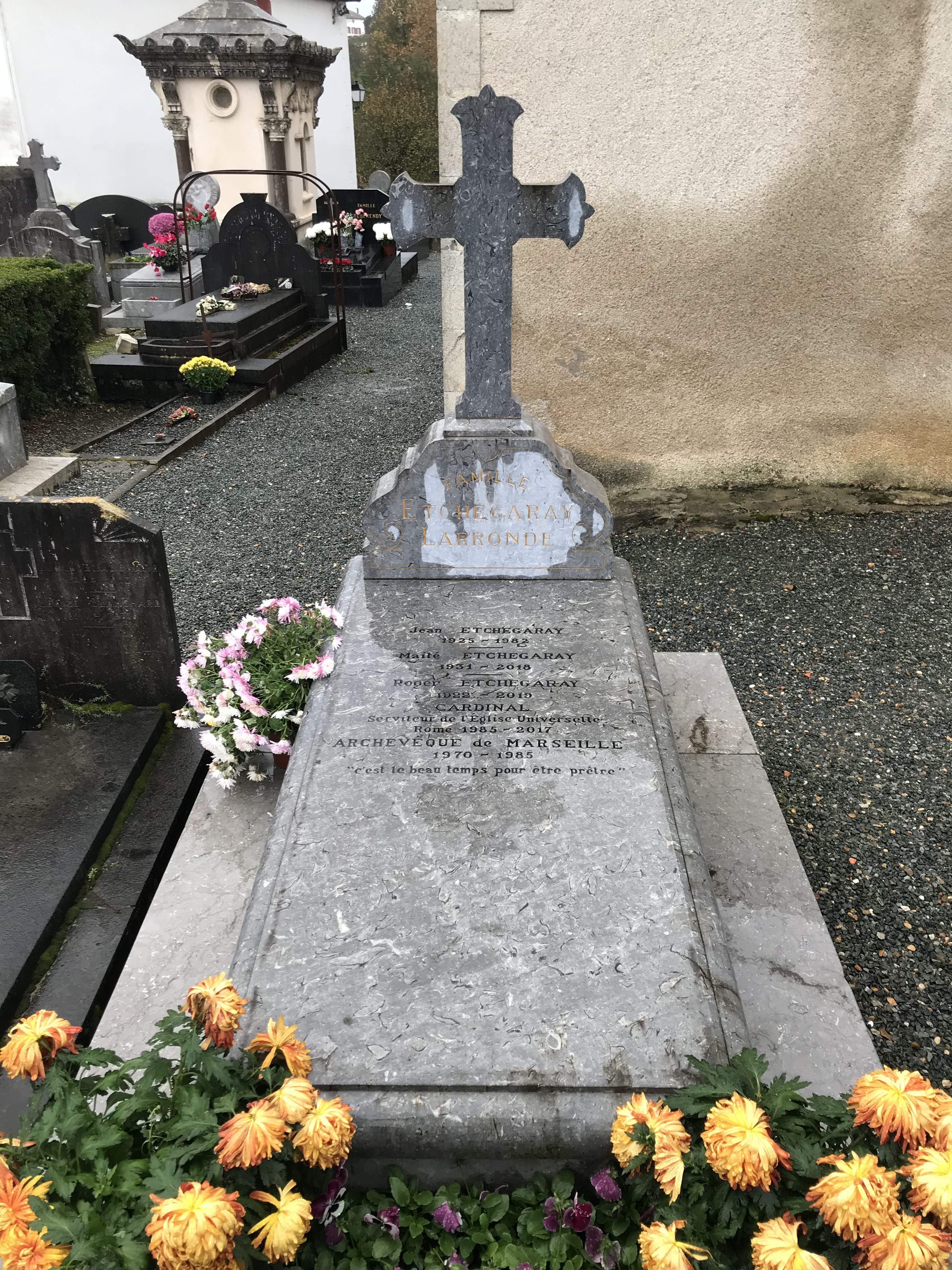
Tomba del cardinale Roger Etchegaray nel cimitero di Espelette.

La sera del 24 dicembre 2009, coinvolto in una tentata aggressione a papa Benedetto XVI mentre si avviava a celebrare la Santa Messa di Natale nella Basilica Vaticana, riportò la frattura del femore destro.
Il 25 ottobre 2015, al termine della celebrazione della Messa conclusiva del XIV Sinodo Ordinario dei Vescovi, mentre papa Francesco stava salutando i cardinali presenti, perse l'equilibrio e cadde, riportando la frattura del femore sinistro.
Verso la fine di gennaio 2017, dopo aver salutato papa Francesco e il papa emerito Benedetto XVI, lasciò definitivamente Roma per far ritorno nella natia diocesi di Bayonne, ospite di una casa per anziani gestita dalla diocesi a Cambo-les-Bains nei pressi della natìa Espelette. In questa residenza ebbe accanto la sorella Maité, deceduta il 13 febbraio 2018.
Il 10 giugno 2017 papa Francesco accolse la sua richiesta di essere dispensato dall'ufficio di vice-decano del Sacro Collegio.
Dalla morte del cardinale Paulo Evaristo Arns, avvenuta il 14 dicembre 2016, fu il membro del Collegio cardinalizio di più antica creazione (concistoro del 30 giugno 1979). Fu infine, per un solo giorno, il cardinale più anziano vivente, dalla morte del cardinale José de Jesús Pimiento Rodríguez, fino al suo decesso avvenuto il 4 settembre 2019 a 96 anni.
In seguito ai solenni funerali concelebrati la mattina del 9 settembre nella cattedrale di Bayonne dal cardinale Dominique Mamberti e dal vescovo Marc Marie Max Aillet, venne sepolto nel suo paese natale, nella tomba di famiglia.

## Genealogia episcopale e successione apostolica
La genealogia episcopale è:
- Cardinale Scipione Rebiba
- Cardinale Giulio Antonio Santori
- Cardinale Girolamo Bernerio, O.P.
- Arcivescovo Galeazzo Sanvitale
- Cardinale Ludovico Ludovisi
- Cardinale Luigi Caetani
- Cardinale Ulderico Carpegna
- Cardinale Paluzzo Paluzzi Altieri degli Albertoni
- Papa Benedetto XIII
- Papa Benedetto XIV
- Papa Clemente XIII
- Cardinale Marcantonio Colonna
- Cardinale Giacinto Sigismondo Gerdil, B.
- Cardinale Giulio Maria della Somaglia
- Cardinale Carlo Odescalchi, S.I.
- Vescovo Eugène de Mazenod, O.M.I.
- Cardinale Joseph Hippolyte Guibert, O.M.I.
- Cardinale François-Marie-Benjamin Richard de la Vergne
- Vescovo Marie-Prosper-Adolphe de Bonfils
- Cardinale Louis-Ernest Dubois
- Cardinale Georges-François-Xavier-Marie Grente
- Arcivescovo Marcel-Marie-Henri-Paul Dubois
- Cardinale Gabriel Auguste François Marty
- Cardinale Roger Marie Élie Etchegaray

La successione apostolica è:
- Vescovo Henry-Camille-Gustave-Marie L'Heureux (1971)
- Vescovo Joseph Théophile Louis Marie Madec (1983)
- Vescovo Hervé Itoua (1983)
- Arcivescovo Anatole Milandou (1983)
- Cardinale Jorge María Mejía (1986)
- Arcivescovo Iván Antonio Marín López (1997)
- Vescovo Simon-Pierre Saint-Hillien, C.S.C. (2003)
- Vescovo Pierre-André Dumas (2003)